# Gatans lag (roman)
För andra betydelser, se Gatans lag.
Gatans lag (originaltitel: The Brass Verdict) är en kriminalroman från 2008, skriven av Michael Connelly. Detta är den andra boken om försvarsadvokaten "Mickey" Haller, Connellys nittonde roman totalt.

## Handling
Advokaten Mickey Haller har under två år tagit igen sig efter en skottskada och ett tablettberoende. Han kastas in i tjänsten igen när hans advokatvän Jerry Vincent mördas. Haller ärver Vincents fall där en berömd Hollywoodregissör står anklagad för mordet på sin fru och hennes älskare. Haller får lova att inte begära uppskov om han ska få behålla fallet, trots att rättegången ska starta inom kort.
Samtidigt undersöker LAPD-polisen Harry Bosch mordet på Jerry Vincent. Bosch varnar Haller att han kan vara nästa offer och övertygar advokaten om att samarbeta. Vad var det som stod i den försvunna datorn? Kan Haller hitta "den gyllene kulan" så han kan vinna rättegången?